# Ainda Existe Uma Cruz
Ainda Existe Uma Cruz é o oitavo álbum ao vivo da banda brasileira Diante do Trono, gravado e lançado em 2005.
O disco, majoritariamente temático, foi gravado na cidade de Porto Alegre, em julho de 2005, e seu repertório baseia-se no versículo bíblico “Quem quiser vir após mim, negue-se a si mesmo, tome a sua cruz e siga-me”. Com todas as faixas escritas por Ana Paula Valadão, é o último trabalho da banda com arranjos vocais de Maximiliano Moraes, com a participação de Sérgio Gomes nas melodias instrumentais.
Com recepções mistas a positivas da mídia especializada, Ainda Existe Uma Cruz  é geralmente enaltecido como um dos registros mais complexos na história do Diante do Trono. Em 2016, a versão em vídeo foi escolhida, pelo Super Gospel, como o melhor DVD da década de 2000.
Vendas
O CD vendeu mais de 350.000 cópias, recebendo a certificação de Platina Duplo. O DVD vendeu mais de 120.000 cópias, sendo certificado como Disco de Diamante. 

## História
| Críticas profissionais | Críticas profissionais |
| Avaliações da crítica  | Avaliações da crítica  |
| Fonte                  | Avaliação              |
| ---------------------- | ---------------------- |
| Super Gospel           | (favorável)            |
| O Propagador           | [ 1 ]                  |

No anterior à gravação do Ainda Existe Uma Cruz, o grupo mineiro lançou o álbum Esperança, gravado no Centro Administrativo da Bahia, em Salvador. O álbum Ainda Existe Uma Cruz fala sobre negar-se a si mesmo, e seguir a Jesus. Com um público de mais de 300 mil pessoas, foi gravado o álbum ás margens do Lago Guaíba, tomando o ajuntamento toda a área do Anfiteatro Pôr do Sol e avenidas adjacentes.
A faixa-título foi regravada posteriormente para o álbum comemorativo Tempo de festa. Já a faixa "A Ele a glória" está presente como extra do DVD comemorativo Com intensidade. A faixa "Isaías 40" faz parte do álbum Tu Reinas, em um pot-pourri com a canção "Vestes de louvor", do 12º álbum do grupo. A faixa "Rei da glória" faz parte do álbum Tetelestai, no Medley de abertura do CD (e no final do registro audiovisual), mas é citada erroneamente como "Salmo 24". A faixa "Faz-nos um" é citada em Tua visão, como espontâneo da canção "Meu irmão", mas não é creditada. A canção "Meu Deus, Meu Pai" foi relançada no álbum Extras, em 2021.

## Faixas
Todas as faixas escritas e compostas por Ana Paula Valadão. 
| N.º | Título                      | Duração |  |
| 1.  | "Isaías 40"                 | 7:55    |  |
| 2.  | "Senhor dos Exércitos, Rei" | 3:25    |  |
| 3.  | "Rei da Glória"             | 4:08    |  |
| 4.  | "A Ele a Glória"            | 5:04    |  |
| 5.  | "Tu És Rei"                 | 5:30    |  |
| 6.  | "Ainda Existe Uma Cruz"     | 4:55    |  |
| 7.  | "Quero Seguir-Te"           | 8:23    |  |
| 8.  | "Coração Todo Teu"          | 5:34    |  |
| 9.  | "Espontâneo 1"              | 3:48    |  |
| 10. | "Usa-me"                    | 7:02    |  |
| 11. | "Faz-nos Um"                | 8:21    |  |
| 12. | "Aleluia"                   | 5:13    |  |
| 13. | "Espontâneo 2"              | 3:27    |  |

DVD
| Título                    | Solita(s)                         |
| ------------------------- | --------------------------------- |
| Isaías 40                 | Ana Paula Valadão                 |
| Senhor dos Exércitos, Rei | Ana Paula Valadão                 |
| Rei da Glória             | Ana Paula Valadão                 |
| A Ele a Glória            | Ana Paula Valadão                 |
| Tu és Rei                 | Mariana Valadão                   |
| Ainda Existe Uma Cruz     | Ana Paula Valadão                 |
| Quero Seguir-Te           | Ana Paula Valadão                 |
| Espontâneo 1              | Ana Paula Valadão                 |
| Coração Todo Teu          | Ana Paula Valadão                 |
| Usa-me                    | Ana Paula Valadão                 |
| Faz-nos Um                | Ana Paula Valadão & André Valadão |
| Aleluia                   | Ana Paula Valadão                 |
| Espontâneo 2              | Ana Paula Valadão                 |
| Meu Deus, Meu Pai         | Ana Paula Valadão                 |

Extras
- Oração de Unidade
- Notas de Produção
- Slideshow

## Ficha Técnica
- Produção Executiva: Sérgio Gomes
- Produção e Direção: Ministério de Louvor Diante do Trono
- Arranjos: Paulo Abucater e Elias Fernandes
- Arranjo Vocal: Maximiliano Moraes
- Orquestração e Violão de 6 cordas: Sérgio Gomes
- Letra e Música / Líder de Louvor: Ana Paula Valadão Bessa
- Coordenação Técnica: André Espindola
- Vocal: André Valadão, Clay Peterson, Eduardo Leite, Graziela Santos, Helena Tannure, João Lúcio Tannure, Mariana Valadão, Renata Valadão e Soraya Gomes
- Coral: 4000 vozes de Igrejas de Porto Alegre
- Regente do Coral: Robson de Oliveira
- Teclados: Paulo Abucater
- Guitarra e Violão de 12 cordas: Elias Fernandes
- Baixo: Roney Fares
- Bateria: Bruno Gomes
- Percussão: Eduardo Campos
- Roadie: Daniel Sena
- Sax Alto: Helenai Silva, Marcilene Renata Leal
- Sax Tenor: Éder Marinho e Jaques Anderson Alves
- Trompetes: Jonny Lacerda, Sergio Almeida, Adriano Oliveira e Geraldo Assumpção
- Trompas: Aílton Ramez, Sarah Ramez, Rita de Cássia Oliveira e Vanderlei Miranda
- Trombone: Ednílson Santos, Salim Hanzem e Hugo Ksenuck
- Violinos: Elias Barros, Gláucia Borges, Yllen de Almeida (I); Vítor Dutra, Marlene Moreira e Olga Buzza (II)
- Violas: Marcelo Nébias e Cleusa Angélica Nébias
- Violoncelos: João Cândido dos Santos e Firmino Cavazza
- Dança: Mudança Cia de Artes e Artes Cênicas
- Coreografia: Isabel Coimbra
- Gravado e mixado por: Randy Adams
- Masterização: Ken Love Mastermix, Nashville - TN
- Overdubs: Studio 108
- Som: Gabisom-SP
- PA: André Espindola
- Monitor; Tiago Balbino
- Assistente de Áudio: Marcelo Bacelar e Ramon Costa
- Iluminação: LPL Lighting Productions - São Paulo/SP
- Cenografia: Semmer Meirelles
- Arte do CD: Rafael Duarte
- Fotos: Wagner Gonçalves, Marcus Motta, Chris Bergber
- Vocal Veste: Angel by Angel
- Gravado ao vivo no dia 9 de julho de 2005, as margens do Rio Guaíba em Porto Alegre, na unidade móvel do Diante do Trono